# Chaetocnema subviridis
Espèce
Chaetocnema subviridis est une espèce nord-américaine d'insectes coléoptères de la famille des Chrysomelidae.

## Systématique
Le nom valide complet (avec auteur) de ce taxon est Chaetocnema subviridis LeConte, 1859.